# Nereo López
Nereo López, né le 1er septembre 1920 à Carthagène des Indes et mort le 25 août 2015 à New York, est un photographe, un journaliste, un reporter et un technicien en projection cinématographique colombien.

## Publications
- 1964, "El libro de los oficios infantiles", con texto de Jaime Paredes Pardo, Ediciones Tercer Mundo, Bogotá.
- 1965, "Los que esperan y su imagen", con texto de Jaime Paredes Pardo, Ediciones Tercer Mundo, Bogotá.
- 1966, "Colombia: historias y estampas", con texto de Jaime Paredes Pardo, Ediciones Tercer Mundo, Bogotá.
- 1966, "Cali, ciudad de América", con texto de Alfonso Bonilla Aragón, Carvajal Editores, Cali.
- 1979, "Herederos del mañana", con texto de Germán Arciniegas, Círculo de Lectores, Bogotá.
- 1983, "Aracataca-Estocolmo. Premio Nobel a García Márquez", fotografía Nereo López y Hernando Guerrero, texto de varios autores. Instituto Colombiano de Cultura, Bogotá.
- 1998, "Nereo.Homenaje Nacional de Fotografía", texto de Manuel Zapata Olivella, Ministerio de Cultura, Bogotá.
- 2002, "La Cueva. Crónicas del Grupo de Barranquilla", texto de Heriberto Fiorillo, fotos de Nereo López y otros, Planeta, Bogotá.
- 2003, "Nereo López, testigo de su tiempo", texto de Eduardo Márceles Daconte, Premio Nacional Vida y Obra 2002, Ministerio de Cultura, Bogotá.
- 2009, "Nereo: Imágenes de medio siglo/Nereo: Images fron Half a Century", edición bilingüe, Nueva York, Editorial Campana,  (ISBN 9780972561198)
- 2011, "Nereo López. Un contador de historias", textos de Santiago Rueda Fajardo y César Peña, La Silueta, Bogotá.
- 2015, "Nereo. Saber ver / Nereo. Knowing how to look", edición bilingüe, textos de Eduardo Serrano y J. A. Carbonell, Editorial Maremágnum, Bogotá.